# USS Rathburne (DD-113)
USS Rathburne (DD–113) là một tàu khu trục thuộc lớp Wickes của Hải quân Hoa Kỳ trong giai đoạn Chiến tranh Thế giới thứ nhất. Nó là chiếc tàu chiến đầu tiên của Hải quân Hoa Kỳ được đặt tên theo John Peck Rathbun (1746-1782), một trong những sĩ quan đầu tiên của Hải quân Lục địa.

## Thiết kế và chế tạo
Rathburne được đặt lườn vào ngày 12 tháng 7 năm 1917 tại xưởng tàu của hãng William Cramp and Sons ở Philadelphia, Pennsylvania. Nó được hạ thủy vào ngày 27 tháng 12 năm 1917, được đỡ đầu bởi cô Malinda B. Mull, và được đưa ra hoạt động vào ngày 24 tháng 6 năm 1918 dưới quyền chỉ huy của Hạm trưởng, Trung tá Hải quân Ward R. Wortman.

## Lịch sử hoạt động

### Thế Chiến I và sau đó
Trong những tháng cuối cùng của Thế Chiến I, từ tháng 7 đến tháng 11 năm 1918, Rathburne hộ tống các đoàn tàu vận tải từ khu vực giữa bờ biển Đại Tây Dương lên phía Bắc đến tận Halifax, Nova Scotia, cùng các đoàn tàu vượt đại dương đến quần đảo Azore. Hoàn tất chuyến vận tải cuối cùng tại New York, New York vào ngày 27 tháng 11, nó ở lại đây cho đến dịp năm mới 1919, rồi lên đường đi Cuba cho các cuộc thực tập cơ động mùa Đông. Sang mùa Xuân, nó lại vượt Đại Tây Dương, hoạt động từ Brest Pháp trong tháng 5 và tháng 6, rồi quay về New York vào tháng 7. Vào tháng 8, nó được chuyển sang Hạm đội Thái Bình Dương, làm nhiệm vụ dọc vùng bờ Tây Hoa Kỳ cho đến hết năm, và trải qua nữa đầu năm 1920 đại tu tại Xưởng hải quân Puget Sound. Được phân ký hiệu lườn DD-113 vào tháng 7, nó hoạt động ngoài khơi Washington và trong vịnh Alaska từ tháng 8 năm 1920 đến tháng 1 năm 1921, rồi chuyển về phía Nam hoạt động ngoài khơi California.
Vào tháng 7, Rathburne lên đường đi sang phía Tây, và đến cuối tháng 8 đã đi đến Cavite để gia nhập Hạm đội Á Châu. Hoạt động tại khu vực này trong gần một năm, nó khởi hành từ Philippines vào ngày 16 tháng 7 năm 1922, tuần tra ngoài khơi bờ biển Trung Quốc trong tháng 8, và đến ngày 30 tháng 8 đã khởi hành từ Nagasaki, đi ngang đảo Midway và Trân Châu Cảng để quay về San Francisco. Đến nơi ngày 2 tháng 10, nó chuyển sang San Diego không lâu sau đó, nơi nó được cho xuất biên chế vào ngày và neo đậu cùng hạm đội dự bị cho đến năm 1930.
Được cho nhập biên chế trở lại vào ngày 8 tháng 2 năm 1930, Rathburne tiếp tục ở lại khu vực Đông Thái Bình Dương, tham gia các cuộc thực hành, các cuộc tập trận Vấn đề Hạm đội bao gồm tuần tiễu chiến lược, theo dõi, tấn công, bảo vệ vận tải và phòng thủ duyên hải bờ Tây trong suốt năm 1933. Vào mùa Xuân năm 1934, nó rời San Diego đi kênh đào Panama và đi đến vùng biển Caribe tham gia Vấn đề Hạm đội XV, cuộc tập trận gồm ba giai đoạn bao gồm tấn công và phòng thủ vùng kênh đào, chiếm các căn cứ tiền phương, và hoạt động hạm đội. Một chuyến đi dọc theo bờ Đông được tiếp nối trước khi nó quay về San Diego vào mùa Thu. Hai năm sau, nó được chuyển sang Hải đội Huấn luyện Thủy âm bờ Tây, và cho đến mùa Xuân năm 1944, nó hoạt động chủ yếu như một tàu huấn luyện.

### Thế Chiến II
Ngày 25 tháng 4 năm 1944, Rathburne rời San Diego đi đến Xưởng hải quân Puget Sound để được cải biến thành một tàu vận chuyển cao tốc. Được xếp lại lớp với ký hiệu lườn APD-25 vào ngày 20 tháng 5, nó quay trở lại San Diego vào tháng 6, trải qua các cuộc huấn luyện đổ bộ; rồi đến tháng 7 khởi hành đi Hawaii. Vào cuối tháng 7 và đầu tháng 8, nó huấn luyện cùng với đội phá hoại dưới nước (UDT: underwater demolition team). Đến ngày 10 tháng 8, Đội UDT 10 được đón lên tàu, và sang ngày 12 tháng 8, Rathburne tiếp tục đi về phía Tây.
Sau các cuộc tổng dượt tại quần đảo Solomon, Rathburne khởi hành từ vịnh Purvis cùng với Đội đặc nhiệm 32.5 vào ngày 6 tháng 9. Sáu ngày sau, nó đi đến ngoài khơi Palau bắt đầu các hoạt động tác chiến đầu tiên: bắn phá chuẩn bị xuống Peleliu và Angaur cùng các hoạt động quét mìn. Vào ngày 14 tháng 9, nó tung Đội UDT 10 ra, hỗ trợ họ bằng hỏa lực khi họ dọn sạch lối tiếp cận các bãi đổ bộ Angaur, rồi đón đội UDT trở lại tàu vào ngày hôm sau. Rathburne lại hỗ trợ hỏa lực cho Đội UDT 8, sau khi đưa Đội UDT 10 rời tàu, và đến ngày 16 tháng 9 làm nhiệm vụ hộ tống. Đến ngày 19 tháng 9, nó rời Angaur hướng đến Ulithi, nơi Đội UDT 10 khảo sát các bãi Falalop và Asor bắt đầu từ ngày 21 tháng 9. Đến ngày 23 tháng 9, đảo san hô này được chiếm đóng, và Rathburne di chuyển về phía Nam đến New Guinea và quần đảo Admiralty nhằm chuẩn bị cho cuộc chiếm đóng đảo Leyte.
Vào ngày 18 tháng 10, chiếc APD đi vào vịnh Leyte; và sang ngày hôm sau Đội UDT 10 đổ bộ lên bờ tại bãi Red tại khu vực tấn công phía Bắc giữa Palo và San Ricardo. Suốt buổi sáng Rathburne cung ứng hỏa lực hỗ trợ, và sau giữa trưa cho triệt thoái đội UDT khỏi bãi đổ bộ. Đến ngày 20 tháng 10, nó hỗ trợ cho cuộc đổ bộ, rồi chuyển sang bắn pháo hỗ trợ ngoài khơi các bãi ở Dulag. Được cho tách ra không lâu sau đó, nó thực hiện các chuyến đi vận chuyển thông báo và hành khách giữa hai khu vực đổ bộ phía Bắc và phía Nam. Sang ngày hôm sau, nó đi qua eo biển Surigao trên đường đi đến Kossol Roads, quần đảo Admiralty, quần đảo Solomon, và Nouvelle-Calédonie. Vào cuối tháng 11, nó di chuyển về phía Tây đến New Guinea. Đến tháng 12, nó chuẩn bị cho cuộc tấn công chiếm đóng Luzon; và vào ngày 27 tháng 12, nó lên đường đi vịnh Lingayen.
Được phân về Đơn vị đặc nhiệm 77.2.1, nhóm hỏa lực hỗ trợ cho San Fabian, Rathburne hoạt động như lực lượng bảo vệ phòng không trên đường đi, và đã bắn rơi hai máy bay đối phương vào ngày 5 tháng 1 năm 1945. Sang ngày hôm sau, nó có mặt trong vịnh Lingayen, hộ tống cho các tàu chiến lớn hơn bắn phá khu vực đổ bộ. Đến ngày 7 tháng 1, nó cho đổ bộ Đội UDT 10 lên bờ tại bãi Blue và hỗ trợ hỏa lực trong khi các người nhái khảo sát khu vực và phá hủy các chướng ngại vật tự nhiên cũng như nhân tạo. Sang ngày 8 tháng 1, nó tiếp nối hoạt động bắn phá. Đến ngày 9 tháng 1, hoạt động đổ bộ chính diễn ra, và từ đó cho đến ngày 11 tháng 1, nó luân phiên nhiệm vụ hỗ trợ hỏa lực và tuần tra tại khu vực vận chuyển. Vào ngày 11 tháng 1, Rathburne lên đường đi Leyte, rồi quay trở lại Luzon vào ngày 25 tháng 1 bắn pháo hỗ trợ cho việc xâm chiếm Manila. Đội UDT 10 được cho đổ bộ lên San Narciso vào ngày 29 tháng 1 nhưng báo cáo không gặp bất kỳ sự kháng cự nào. Tuy nhiên Rathburne tiếp tục ở lại khu vực sau khi diễn ra cuộc đổ bộ.
Đến ngày 3 tháng 2, Rathburne quay trở lại vịnh San Pedro, nơi mà vào ngày 4 tháng 2, nó khởi hành đi Saipan. Từ đây nó chuyên chở thư tín đến Iwo Jima vào đầu tháng 3, rồi đến giữa tháng lại quay trở về khu vực Bonin-Volcano cho nhiệm vụ tuần tra chống tàu ngầm. Vào ngày 22 tháng 3, nó rời khu vực chuyên chở tàu bình chiến tranh đến Guam rồi chuyển bị cho cuộc chiếm đóng Okinawa.
Hộ tống cho Đội LST 91 trên đường đi, Rathburne đi đến Kerama Retto vào ngày 18 tháng 4. Sang ngày 19 tháng 4, nó chuyển sang khu vực neo đậu Hagushi làm nhiệm vụ bảo vệ và hộ tống. Lúc chiều tối ngày 27 tháng 4, Rathburne tuần tra ngoài khơi Hagushi; cả ngày hôm đó nó luôn ở trong tình trạng cảnh báo phòng không. Lúc khoảng 22 giờ 00, màn hình radar của nó bắt được một máy bay đối phương về phía đuôi bên mạn trái, ở khoảng cách 3.700 yd (3.400 m) và đang tiếp cận nhanh. Việc tăng tốc, đổi hướng và hỏa lực phòng không không ngăn được chiếc máy bay tấn công cảm tử kamikaze đâm bổ vào mũi tàu bên mạn trái phía trên mực nước. Ba ngăn bị ngập nước, thiết bị dò âm ngừng hoạt động, sàn tàu trước bốc cháy, nhưng không có thương vong. Các đội kiểm soát hư hỏng nhanh chóng dập tắt đám cháy và kiểm soát được việc ngập nước. Giảm tốc độ xuống còn 5 hải lý trên giờ (9,3 km/h), Rathburne rút lui về Kerama Retto.
Đến giữa tháng 5, việc sửa chữa tạm thời hoàn tất, và nó lên đường quay về San Diego. Đến nơi vào ngày 18 tháng 6, nó được cải biến trở lại thành một tàu khu trục và mang ký hiệu lườn cũ DD-113 vào ngày 20 tháng 7. Vẫn còn ở lại vùng bờ Tây khi chiến tranh kết thúc vào giữa tháng 8, Rathburne được lệnh đi sang vùng bờ Đông để ngừng hoạt động. Lên đường vào ngày 29 tháng 9, nó đi đến Philadelphia vào ngày 16 tháng 10, và được cho ngừng hoạt động tại đây vào ngày 2 tháng 11 năm 1945. Tên nó được rút khỏi danh sách Đăng bạ Hải quân vào ngày 28 tháng 11, và nó bị bán cho hãng Northern Metals Co. ở Philadelphia vào tháng 11 năm 1946 để tháo dỡ.

## Phần thưởng
Rathburne được tặng thưởng sáu Ngôi sao Chiến trận do thành tích phục vụ trong Thế Chiến II.